# Артемоне
Артемоне (фр. Arthémonay) насеље је и општина у источној Француској у региону Рона-Алпи, у департману Дром која припада префектури Валанс.
По подацима из 2011. године у општини је живело 544 становника, а густина насељености је износила 95,44 становника/km². Општина се простире на површини од 5,70 km². Налази се на средњој надморској висини од 280 метара (максималној 437 m, а минималној 274 m).

## Демографија
| 1962. | 1968. | 1975. | 1982. | 1990. | 1999. | 2011. |
| ----- | ----- | ----- | ----- | ----- | ----- | ----- |
| 221   | 237   | 242   | 294   | 334   | 370   | 544   |

График промене броја становника у току последњих година